# Manuel Quinziato
Manuel Quinziato (ur. 30 października 1979 w Bolzano) – były włoski kolarz szosowy, wicemistrz świata jeżdżący w profesjonalnej grupie BMC Racing Team.

## Najważniejsze zwycięstwa i sukcesy
2001
- 1. miejsce w mistrzostwach Europy (do lat 23, jazda indywidualna na czas)

2002
- 4. miejsce w Tour of Belgium

2003
- 2. miejsce w mistrzostwach Włoch (jazda indywidualna na czas)

2004
- 3. miejsce w Japan Cup

2006
- 5. miejsce w Eneco Tour
  - 1. miejsce na 2. etapie

2008
- 2. miejsce w Driedaagse van De Panne-Koksijde

2009
- 9. miejsce w Gandawa-Wevelgem
- 9. miejsce w Paryż-Roubaix

2012
- 2. miejsce w mistrzostwach świata w jeździe drużynowej na czas

2014
- 1. miejsce w mistrzostwach świata (jazda druż. na czas)

2015
- 1. miejsce na 7. etapie Eneco Tour
- 1. miejsce w mistrzostwach świata (jazda druż. na czas)

2016
- 2. miejsce w mistrzostwach świata (jazda druż. na czas)

## Starty w Wielkich Tourach
| Grand Tour | 2003 | 2004 | 2005 | 2006 | 2007 | 2008 | 2009 | 2010 | 2011 | 2012 | 2013 | 2014 | 2015 | 2016 | 2017 |
| ---------- | ---- | ---- | ---- | ---- | ---- | ---- | ---- | ---- | ---- | ---- | ---- | ---- | ---- | ---- | ---- |
| Giro       | 86.  | -    | -    | -    | -    | -    | 106. | -    | -    | -    | -    | 112. | -    | 117. | 133. |
| Tour       | -    | -    | 131. | 80.  | 113. | 130. | -    | 162. | 115. | 109. | 85.  | -    | 120. | -    | -    |
| Vuelta     | -    | 94.  | -    | -    | -    | DNF  | 126. | -    | 131. | -    | -    | 68.  | -    | -    | -    |